# Change of Heart
Change of Heart was een Canadese alternatieve rockband, actief van 1982 tot 1997. Ze hadden één Top 40-hit, There You Go in 1992 en verschillende hits in de moderne rockcharts van Canada, waaronder Trigger en Little Kingdoms. De band had een divers, genre-tartend geluid, waarbij de nummers op hun albums overstapten van pop naar hardrock naar iets dat bijna op punk leek.

## Bezetting
- Ian Blurton
- Ron Duffy
- Glenn Milchem
- John Richardson
- Rob Taylor
- John Borra
- Mike Armstrong
- Bernard Maiezza
- Rob Higgins

## Geschiedenis
De band werd in 1982 in Toronto, Ontario opgericht door zanger/gitarist Ian Blurton en bassist Rob Taylor, aanvankelijk geïnspireerd door hedendaagse punkrockbands zoals The Clash, Gang of Four en L'Étranger. De komende jaren nam Blurton ook deel aan een aantal nevenprojecten, in samenwerking met Jolly Tambourine Man, Cowboy Junkies, Slightly Damaged en A Neon Rome. De oorspronkelijke percussionist Mike Armstrong verliet de band tijdens de opname van hun album Slowdance uit 1987 en zou later toetreden tot King Cobb Steelie. Het album Soapbox van de band uit 1989 bevatte het nummer Pat's Decline, de eerste single van de band die een brede nationale bekendheid verwierf bij MuchMusic en Brave New Waves. Drummer Ron Duffy verliet de band in 1991 en werd vervangen door Glenn Milchem voor de opname van hun album Smile uit 1992. Na de opname vertrok Milchem om zich bij Blue Rodeo aan te sluiten en werd vervangen door John Richardson. Bernard Maiezza, voorheen van A Neon Rome, kwam in deze periode ook bij de band.
Smile werd geproduceerd door Michael-Philip Wojewoda, terwijl hij jongleerde met de twee andere belangrijke projecten Gordon van Barenaked Ladies en Whale Music van Rheostatics. Het album bevatte de enige Top 40-hit There You Go, die van start ging nadat een radioprogramma-regisseur in Saskatchewan het nummer in rotatie op zijn station plaatste. Ook collega-muzikanten prezen het album vaak. Milchem droeg een Change of Heart T-shirt in Blue Rodeo's muziekvideo voor Rain Down on Me en Steven Page droeg er een in de video van Barenaked Ladies voor Brian Wilson en Andrew Scott droeg er een in Sloans originele video voor Underwhelmed . Na een cross-Canada tournee met Crash Vegas koos Taylor ervoor om de band te verlaten. Hij werd vervangen door John Borra, de voormalige bandgenoot van Maiezza in A Neon Rome, die eerder ook toerde als soloartiest voor Change of Heart. De band begon toen aan tournees als voorprogramma van The Tragically Hip en Blue Rodeo. Ze wonnen ook $100.000 van de CFNY-FM "Discovery to Disc"-competitie van dat jaar, met Treble Charger en Killjoys.
Na de tournee ter ondersteuning van hun album Tummysuckle uit 1994, verliet Borra de band en werd vervangen door Rob Higgins voor het laatste album Steelteeth uit 1997. Video's voor de singles Little Kingdoms en Grifter's Plough kregen veel airplay bij het alternatieve showcaseprogramma The Wedge van MuchMusic. De band toerde in 1997 om Steelteeth te ondersteunen, waaronder de Another Roadside Attraction festivaltour, maar ontbond kort daarna. Blurton, de zanger en de belangrijkste songwriter van de band, vormde de bands Blurtonia en C'mon en werd ook producent. Maiezza vormde vervolgens Cookie Duster met Brendan Canning van hHead. Die band bracht in 2001 hun debuutalbum uit, geproduceerd door Blurton.
De Steelteeth bezetting van de band, bestaande uit Blurton, Richardson, Higgins en Maiezza, werd opnieuw geformeerd voor een eenmalige show in de Horseshoe Tavern in Toronto op 20 juni 2009. Een nieuwe compilatie van 25 nummers met twee lp's There You Go '82 - '97 werd samengesteld door Ian Blurton en werd op 18 september 2012 uitgebracht door Sonic Unyon Records. Om dit te vieren, herenigde de band zich voor een reeks reünieshows, te beginnen met de 2012-editie van het Supercrawl-festival in Hamilton (Ontario) op 15 september. Op 5 oktober 2012 was er een speciale Change of Heart-show in de Horseshoe Tavern, waaraan elk voormalig bandlid deelnam. De bezetting van Blurton, Maiezza, Milchem en Taylor werd in 2017 opnieuw herenigd voor de 25e verjaardag van de heruitgave van het Smile-album, met shows in Ontario en Alberta.

## Discografie
- 1986: 50 Ft. Up
- 1987: Slowdance
- 1989: Soapbox
- 1992: Smile
- 1994: Tummysuckle
- 1997: Steelteeth
- 2012: There You Go '82 - '97